# Memoriał Edwarda Jancarza 1997
V Memoriał Edwarda Jancarza odbył się 3 sierpnia 1997 roku na stadionie im. Edwarda Jancarza w Gorzowie Wielkopolskim. Sędzią zawodów był Lechosław Bartnicki.

## Wyniki
| Msc. | Zawodnik                 | Klub                | Pkt |             |  |
| ---- | ------------------------ | ------------------- | --- | ----------- |  |
| 1    | (4) Hans Nielsen         | Piła                | 15  | (3,3,3,3,3) |  |
| 2    | (5) Tony Rickardsson     | Gorzów Wielkopolski | 14  | (3,3,3,3,2) |  |
| 3    | (10) Sławomir Drabik     | Częstochowa         | 9+3 | (3,2,2,u,2) |  |
| 4    | (11) Piotr Świst         | Gorzów Wielkopolski | 9+2 | (2,2,2,2,1) |  |
| 5    | (9) Brian Andersen       | Rzeszów             | 9+1 | (1,2,1,2,3) |  |
| 6    | (8) Andrzej Huszcza      | Zielona Góra        | 8   | (0,2,2,1,3) |  |
| 7    | (1) Roman Jankowski      | Leszno              | 8   | (2,u,2,3,1) |  |
| 8    | (6) Tomasz Bajerski      | Gorzów Wielkopolski | 7   | (1,3,d,t,3) |  |
| 9    | (2) Peter Karlsson       | Piła                | 7   | (1,1,0,3,2) |  |
| 10   | (7) Todd Wiltshire       | Gdańsk              | 7   | (2,1,0,3,1) |  |
| 11   | (14) Antonín Kasper      | Rzeszów             | 6   | (3,0,3,0,0) |  |
| 12   | (13) Jacek Krzyżaniak    | Toruń               | 6   | (0,3,0,1,2) |  |
| 13   | (16) Chris Louis         | Zielona Góra        | 5   | (1,1,1,2,d) |  |
| 14   | (12) Andy Smith          | Tarnów              | 4   | (0,0,2,1,1) |  |
| 15   | (15) Piotr Paluch        | Gorzów Wielkopolski | 4   | (2,0,1,1,u) |  |
| 16   | (13) Mirosław Kowalik    | Toruń               | 1   | (0,1,t,0,–) |  |
| 17   | (R1) Mariusz Staszewski  | Gorzów Wielkopolski | 1   | (1,0)       |  |
| 18   | (R2) Krzysztof Cegielski | Gorzów Wielkopolski | 0   | (0)         |  |

## Wyścig po wyścigu
1. Nielsen (63,70), Jankowski, Karlsson, Krzyżaniak
2. Rickardsson (63,66), Wiltshire, Bajerski, Huszcza
3. Drabik (63,77), Świst, Andersen, Smith
4. Kasper (63,72), Paluch, Louis, Kowalik
5. Rickardsson (63,49), Andersen, Kowalik, Jankowski (u)
6. Bajerski (64,07), Drabik, Karlsson,
7. Krzyżaniak (64,25), Świst, Wiltshire, Paluch
8. Nielsen (64,01), Huszcza, Louis, Smith
9. Jankowski (64,81), Świst, Louis, Bajerski (d)
10. Rickardsson (64,09), Smith, Paluch, Karlsson
11. Kasper (64,36), Huszcza, Andersen, Krzyżaniak
12. Nielsen (63,86), Drabik, Staszewski, Wiltshire, Kowalik (t)
13. Wiltshire (64,81), Jankowski, Smith, Kasper
14. Karlsson (63,65), Świst, Huszcza, Kowalik
15. Rickardsson (63,55), Louis, Krzyżaniak, Drabik (u)
16. Nielsen (63,50), Andersen, Paluch, Cegielski, Bajerski (t)
17. Huszcza (65,05), Drabik, Jankowski, Paluch (u)
18. Andersen (64,96), Karlsson, Wiltshire, Louis (d)
19. Bajerski (64,02), Krzyżaniak, Smith, Staszewski, Kowalik (ns)
20. Nielsen (63,51), Rickardsson, Świst, Kasper
21. wyścig dodatkowy o 3. miejsce Drabik (64,66), Świst, Andersen